# Проблемные пьесы Шекспира

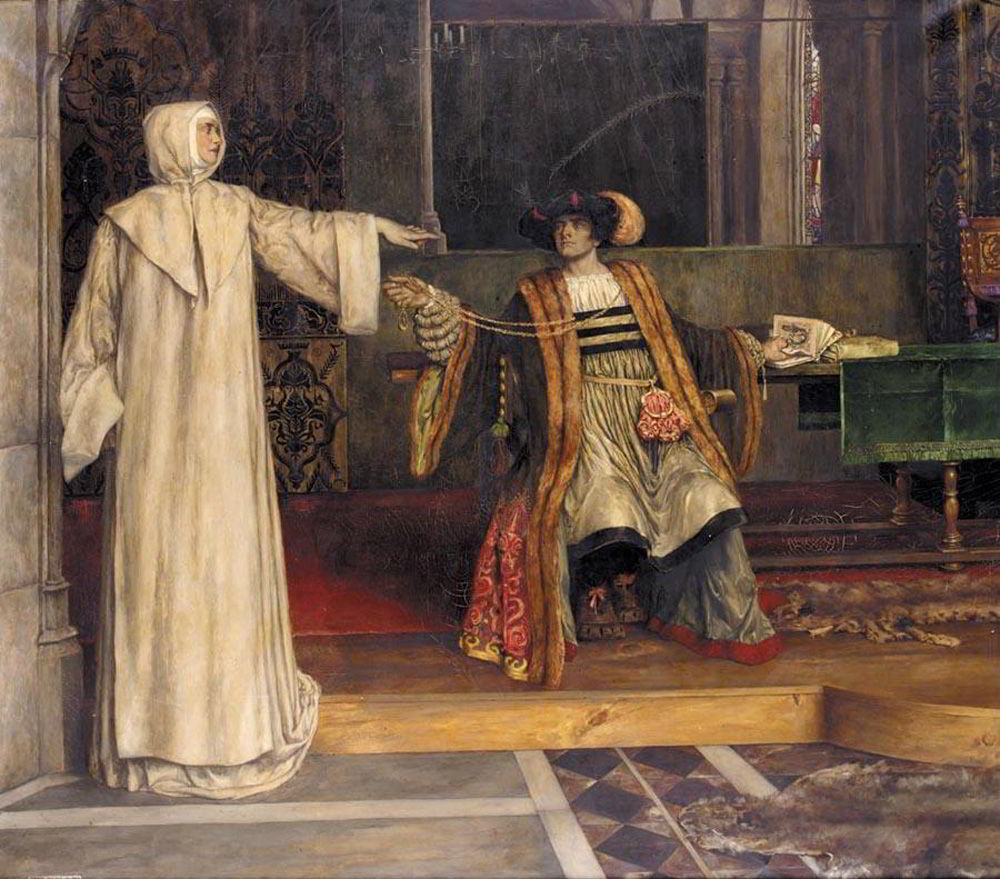
Изабелла и Анджело. Сцена из «Меры за меру» (Рейд, Стивен (художник), 1909).

Проблемные пьесы Шекспира (англ. Shakespeare's problem plays) — термин, предложенный литературоведом Фредериком Боасом для трёх жанрово размытых произведений английского драматурга, созданных в самом начале XVII века: «Троил и Крессида» (ок. 1602), «Конец — делу венец» (ок. 1603), «Мера за меру» (ок. 1604), — и впоследствии закрепившийся в шекспироведении. Тесно примыкающей по духу к указанным драмам Боас также считал, с оговорками, трагедию «Гамлет» (ок. 1601).
Название «проблемные пьесы Шекспира» введено Боасом в книге «Шекспир и его предшественники» («Shakespeare and His Predecessors», 1896) ввиду аналогий с популярным в конце XIX века типом «новой драмы» вроде «Кукольного дома» Генрика Ибсена (1879) и «Профессии миссис Уоррен» Бернарда Шоу (1893), где авторы, пренебрегая традиционными трагическим и комическим эффектами, сосредотачивались в первую очередь не на возбуждении смеха или сострадания, а на обсуждении тех или иных социальных, этических проблем, анализе психологии героев.
Сам Бернард Шоу, в целом относившийся к творчеству Шекспира с изрядной долей скепсиса и презиравший викторианское «бардопоклонство», высоко оценивал именно «проблемные» вещи классика:

В таких непопулярных пьесах, как «Конец — делу венец», «Мера за меру» и «Троил и Крессида», мы видим, что Шекспир хотел и был готов начать двадцатый век, если бы только семнадцатый это ему позволил.
Оригинальный текст (англ.)In such unpopular plays as All's Well, Measure for Measure, and Troilus and Cressida, we find him ready and willing to start at the twentieth century if the seventeenth would only let him.

## Неопределённость жанра

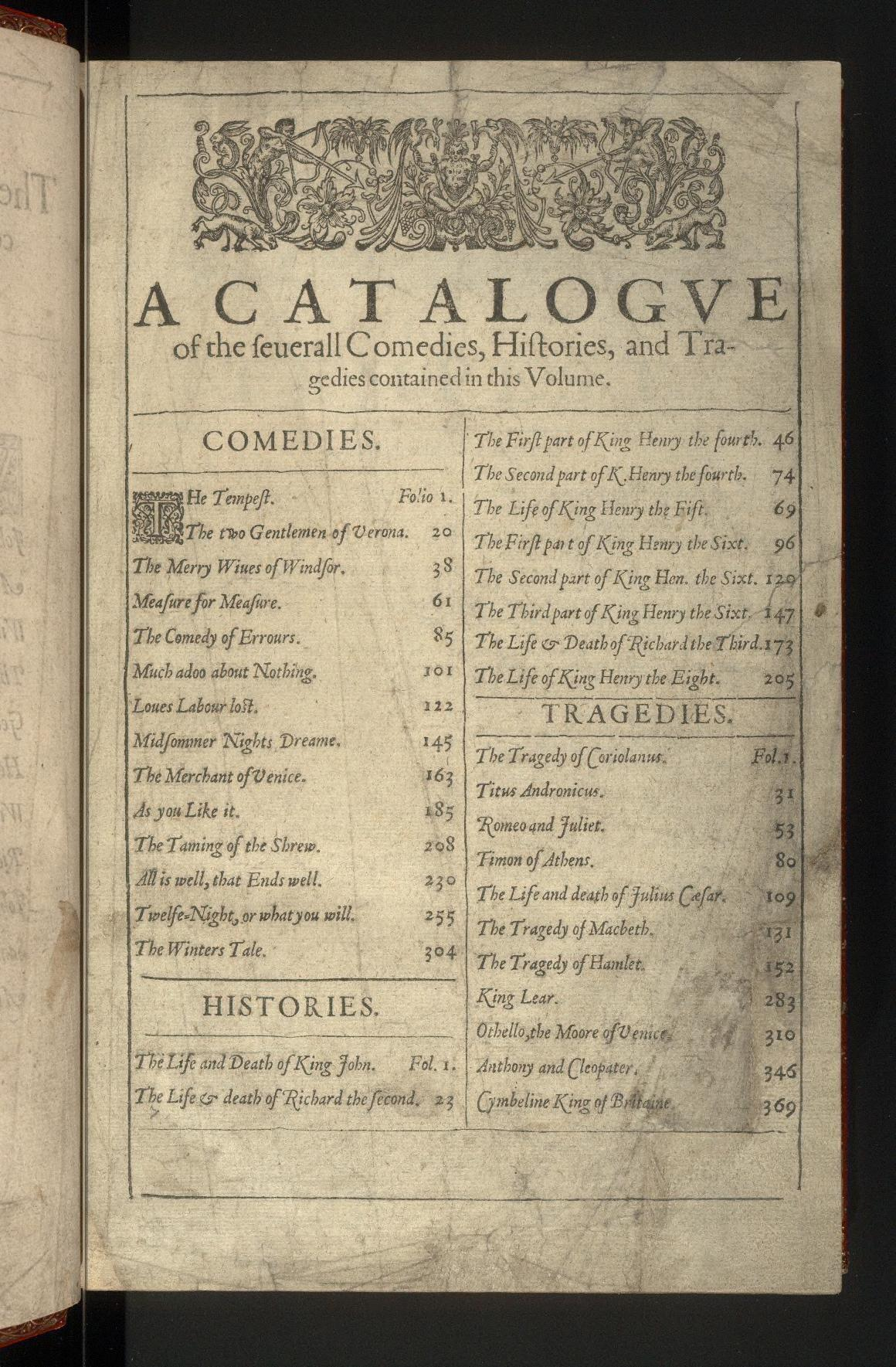
Каталог пьес в Первом фолио. Пьеса «Троил и Крессида», открывающая раздел трагедий, в оглавлении пропущена.

В Первом фолио (1623) «Троил и Крессида» входит в раздел трагедий, а «Конец — делу венец» и «Мера за меру» — в раздел комедий; однако условность такой классификации издавна бросалась читателям в глаза.
Так, в «Троиле и Крессиде» нет обычной для шекспировских трагедий гибели главных героев: пьеса оканчивается несчастливо, но всего лишь изменой Крессиды и разочарованием Троила в возлюбленной; умирают только второстепенные персонажи — Патрокл и Гектор. Текст насыщен саркастическими шутками, причём по количеству непристойных каламбуров данная пьеса опережает все остальные произведения Шекспира. (Обилием шуток, в том числе чёрного юмора и непристойной игры слов, выделяется среди трагедий и «Гамлет».) Анонимный автор предисловия к первому изданию пьесы (ин-кварто, 1609) называет «Троила и Крессиду» комедией, хвалит её «соль остроумия» и «полные пригоршни комизма», — обращая, впрочем, внимание читателей и на серьёзность замысла; на титульном листе пьеса обозначена как историческая хроника (Historie).
«Конец — делу венец» и «Мера за меру», формально имея благополучные развязки, отличаются от ранних жизнерадостных комедий Шекспира гнетущей атмосферой, почти трагической напряжённостью конфликтов, поднятием острых социальных тем — таких, как сословные предрассудки, пуританское лицемерие. Явная искусственность счастливых финалов в них «окрашена горьковатым сомнением», неоднозначностью.
Шекспировские проблемные пьесы описывали как «мрачные комедии», «драмы идей», «философские пьесы». Иногда их относят к трагикомедиям; при этом всё же очевидны принципиальные отличия от поздних романтических трагикомедий драматурга.

## Некоторые характеристики
Критики давно заметили, что на рубеж XVI—XVII веков в творчестве Шекспира приходится некий перелом, знаменующий переход от гуманистического оптимизма 1590-х годов к зрелым трагедиям. Перед тем, как чёткое трагическое мировосприятие окончательно выкристаллизовывается в «Отелло» (ок. 1604), «Короле Лире» (ок. 1605), «Макбете» (ок. 1606), — в «Гамлете» и проблемных пьесах мир предстаёт загадочным, противоречивым, зловеще амбивалентным, запутанно-хаотичным, зыбким, нестабильным; всё пронизывает чувство сомнения, растерянности, ощущение разлада, «вывихнутости века» («the time is out of joint», «время вышло из пазов» — Гамлет).
Те же умонастроения проявились и у других современников драматурга. Последние годы царствования Елизаветы I были отмечены жёстко реакционной политикой правительства, экономическим спадом и духовным кризисом в обществе.
Шекспировские проблемные пьесы характеризуются резкими переходами тона, скептической иронией, элементами сатиры и гротеска. Исследователи XX века выделяли в них черты маньеризма.
Разочарование в обернувшихся неосуществимой утопией идеалах Возрождения выразилось, в частности, в распаде ренессансной мечты о гармонии души и тела. Если в ранних комедиях чувственная, эротическая тема обычно подавалась у Шекспира с жизнелюбивой весёлостью, то, начиная с «Гамлета», сексуальность зачастую вызывает отвращение, осуждение, ассоциируется с пороком, болезнью.
Сразу две проблемных пьесы, «Конец — делу венец» и «Мера за меру», используют нигде больше у Шекспира не встречающийся сюжетный ход, известный как «bed trick» — подмену девушки в постели.
Во всех трёх пьесах имеются яркие роли персонажей-циников, не принимающих по-настоящему важного участия в основных сюжетных перипетиях, но активно обсуждающих других героев и комментирующих действие: Терсит и Пандар («Троил и Крессида»), Пароль («Конец — делу венец»), Луцио («Мера за меру»).

…такие мерзкие фигуры, как Терсит и Пандар… уже не эпизодические персонажи, а как бы олицетворение образа бездуховного мира. Одно их соседство с героями античного эпоса придаёт событиям осады Трои оттенок грязного фарса. Они цинично превращают всякое высокое явление жизни в его противоположность, низводя любовь до похоти, героизм до бахвальства, мудрость до коварства интриги. Не опошлить всякое проявление духовности они не могут — иначе как же им жить? — но самое страшное: в своих разоблачениях они оказываются всегда правыми (таков парадокс трагикомедии!), ибо не может уцелеть ничто высокое в этой дурацкой и бессмысленной резне, какой представляется Шекспиру Троянская война.
— П. Г. Попов